# Apple Bandai Pippin
Apple Bandai Pippin – konsola gier wideo stworzona w 1996 roku przez przedsiębiorstwa Bandai i Apple. W założeniu sprzęt miał zapewniać łatwą możliwość rozszerzenia o nowe podzespoły, był też wyposażony w modem, jednakże o niskiej przepustowości – jedna wiadomość była wysyłana przez kilka minut. Konsola miała wysoką cenę (600 dolarów) i małą bibliotekę gier oraz sprzedała się zaledwie w 42 tysiącach egzemplarzy. PC World umieścił ją na 10. miejscu listy najgorszych konsol w historii.

## Historia
Apple nigdy nie zamierzało wypuszczać swojej konsoli na własną rękę. Firma zamierzała uczynić konsolę Pippin otwartą platformą poprzez licencjonowanie technologii stronom trzecim, podobnie jak 3DO udostępniło projekt swojej konsoli. Zgodnie z planem licencjobiorcy mogliby ulepszyć swoje systemy poprzez ulepszenie zmianę wyglądu urządzenia, integrację telefonii, poprawę możliwości wideo i audio, zwiększenie pojemności pamięci i wiele innych. 
W 1993 roku Apple nawiązało współpracę z japońską firmą Bandai. Konsola miała być oparta na komputerze Macintosh Classic II. Ostateczny produkt różnił się jednak znacząco swoją specyfikacją od wczesnych prototypów. Konsola m.in. korzystała z systemu Pippin OS, opartego na System Software 7 oraz pozwalała na podłączenie jej do sieci.

## Specyfikacja techniczna
Źródło:

Logo konsoli

- Procesor PowerPC 603 o częstotliwości 66 MHz
- 6 MB pamięci systemowej i graficznej (łącznie)
- Napęd CD-ROM 4x
- 64 kB pamięci Static RAM (backup)
- Karta graficzna wyświetlająca obraz o rozdzielczości 640x480 w trybie 24-bit (16,7 mln kolorów)